# Tarakhola
Tarakhola (en népalais : ताराखोला) est une municipalité rurale du Népal située dans le district de Baglung. Elle regroupe les anciens comités de développement villageois de Bhimpokhara, Pandavkhani, Amarbhumi et Burtibang.

## Démoraphie
Au recensement de 2011, elle comptait 12 009 habitants. La densité est de 93 hab./km².